# Tatort: Der Wüstensohn
Der Wüstensohn ist ein Fernsehfilm aus der Krimireihe Tatort. Die vom Bayerischen Rundfunk unter der Regie von Rainer Kaufmann produzierte Folge wurde am 14. September 2014 zum ersten Mal ausgestrahlt. Es ist der 68. Fall des Münchner Ermittler-Teams Batic und Leitmayr und die 916. Tatortfolge.
Die Kommissare haben zwei Morde zu klären, die im Zusammenhang mit illegalen Waffengeschäften stehen. Dabei ist der in München lebende Prinz des fiktiven Wüstenstaates Kumar, einem rohstoffreichen, muslimischen Land, eine Schlüsselfigur, der seine Immunität als Diplomat ausnutzt und ein ausschweifendes Leben mit schnellen Autos, wilden Partys und Drogen führt.

## Handlung
Der Sportwagen von Nasir al Yasaf, dem fünften Sohn des Emirs von Kumar, wird von einer Polizeistreife gestoppt. Da auf dem Beifahrersitz ein Toter sitzt, werden die Kommissare Batic und Leitmayr sowie die Staatsanwaltschaft verständigt. Aufgrund seiner diplomatischen Immunität ist Nasir al Yasaf nicht verpflichtet, mit der Polizei zu sprechen. Widerwillig gestattet er den Ermittlern einige Fragen zu stellen. Dabei gibt er an, dass der Tote sein „Bruder“ Karim sei und erschossen wurde, nachdem er sich in einer Diskothek mit jemandem massiv gestritten hatte. Der Prinz bestreitet, seinem besten Freund etwas angetan zu haben. Er sei mit ihm auf dem Weg ins Krankenhaus gewesen.
Batic und Leitmayr sehen sich vor der Diskothek um, wo eindeutig Blutspuren zu finden sind. Sie sprechen mit Michaela Scheffner, einer Freundin des Toten, die sich an drei Schüsse erinnern kann. Nasir al Yasaf sei zu dem Zeitpunkt bei ihr gewesen.
Die Ermittler suchen das Anwesen des für sie verdächtigen Nasir auf. Der zeigt sich erstaunlich kooperativ und gestattet ihnen, sich in Karims Zimmer umzusehen und auch dessen Laptop mitzunehmen. Nach kurzer Suche findet Batic eine größere Menge Kokain, doch werden die Kommissare vom Generalkonsul schnell in ihre Schranken gewiesen und müssen ohne ihren Fund das Anwesen des Prinzen verlassen. Die politische und wirtschaftliche Bedeutung von Kumar für Bayern erschwert zusätzlich die Ermittlungen, da Batic und Leitmayr keinerlei Rückhalt von ihren Vorgesetzten bekommen.
Die Recherche über den Generalkonsul Abdel Saleh führt die Ermittler zu der Teppichhandlung „Der Wüstensohn“, die der Konsul in München betreibt. In Wahrheit ist er aber nur auf dem Papier der Inhaber und das Geschäft gehört Nasir als Hintermann. Ebenso hatte der Prinz Karim unter seinem Namen in München studieren lassen, damit der Emir annehme, dass sein leiblicher Sohn Nasir ein erfolgreicher Student ist. Somit konnte er in Ruhe seinen Vergnügungen nachgehen und musste sich nicht vor seinem Vater rechtfertigen. Karim war tatsächlich nur ein Ziehsohn des Emirs, nachdem seine Eltern verstorben waren; trotzdem verhielten sich Nasir und er wie echte Brüder zueinander.
Batic und Leitmayr gelingt es, Ginger Ali ausfindig zu machen, der vom Prinzen verdächtigt wurde, mit Karim in der o. g. Diskothek einen Streit gehabt zu haben. Auf dem Präsidium sagt der Beschuldigte aus, dass er als Blogger arbeite und dass er von Karim angesprochen wurde, für ihn geheime Dokumente zu veröffentlichen, die dieser im Teppichladen gefunden hätte. Doch er habe sich verweigert; woraufhin sie sich gestritten hatten. Kaum hat Ginger Ali seine Aussage gemacht, als der Generalkonsul erscheint und darauf besteht, den Mann unverzüglich gehen zu lassen. Kurz darauf wird Ginger Ali tot aufgefunden. Obwohl alles nach einem Unfall aussieht und keine Fremdeinwirkung nachzuweisen ist, sind sich die Ermittler sicher, dass der Prinz hier seine Hand im Spiel hat. Noch am gleichen Tag wird Michaela Scheffner überfallen und ihr ein USB-Stick geraubt, den Karim ihr zur Verwahrung gegeben hatte. Nach ihrer Aussage befinden sich darauf Kopien von Kontoauszügen und verschiedene Pläne. Daraufhin observieren die Ermittler den Teppichladen und beobachten, dass spät in der Nacht mysteriöse Ware verladen wird. Batic gelingt es, eines der Pakete zu entwenden. Darin befindet sich ein radargestütztes Steuermodul der Firma Meditec. Es eignet sich jedoch nicht nur für Computertomographen, wozu es hergestellt wurde, sondern ist auch für Flugleitsysteme, Lenkwaffen, Drohnen und Ähnliches einsetzbar. Als Batic und Leitmayr den Prinzen Nasir daraufhin ansprechen, ob er wisse, dass diese Steuerteile über seinen Teppichladen verschoben wurden, ist er ehrlich überrascht. Er stellt den Generalkonsul zur Rede, ob er wisse, dass Karim daran war, die illegalen Rüstungsgeschäfte aufzudecken, und ob er etwa deshalb habe sterben müssen. Der Konsul sagt ihm zu, dass er die Verantwortlichen finden werde. Daraufhin liefert er Nasirs Chauffeur der Polizei aus. Angeblich habe Karim bei ihm Schulden; und im Streit darüber habe dieser ihn umgebracht. Batic und Leitmayr ist aber klar, dass das nicht wahr sein kann. Doch haben sie keine Handhabe gegen den Generalkonsul und müssen ihn gehen lassen.
Nasir findet unterdessen heraus, dass der Generalkonsul im Besitz des USB-Sticks ist, der Michaela geraubt wurde. Als er ihn darauf anspricht, muss er feststellen, dass er nichts gegen ihn ausrichten kann, da der Konsul den vollen Rückhalt seines Vaters hat. Für ihn ist klar, dass Abdel Saleh sowohl Karim als auch Ginger Ali hat umbringen lassen. Genauso wenig kann die Polizei aufgrund der diplomatischen Immunität seiner Geschäftspartner direkt etwas gegen den Staatssekretär unternehmen. Batic und Leitmayr können lediglich noch dafür sorgen, dass öffentlich wird, dass ein Münchner Staatssekretär in illegale Waffengeschäfte verwickelt ist.

## Hintergrund
Der Film wurde vom 11. März 2014 bis zum 14. April 2014 in München gedreht.
Die Figur des Nasir al Yasaf ist von Saif al-Arab al-Gaddafi, dem Sohn des früheren libyschen Diktators Muammar al-Gaddafi, inspiriert. Er lebte zwischen 2006 und 2010 in München, studierte an der Technischen Universität und führte ein ausschweifendes Leben.
Im Film wurden Lieder von Henry Mancini, Britney Spears, Die Antwoord, Jungle und Yasmine Hamdan gespielt. Letztere gelangte mit dem im Film verwendeten Lied Aleb nach der Ausstrahlung in die deutschen Single-Charts.

## Rezeption

### Einschaltquoten
Die Erstausstrahlung von Der Wüstensohn am 14. September 2014 wurde in Deutschland von 9,94 Millionen Zuschauern gesehen und erreichte einen Marktanteil von 28,5 % für Das Erste.

### Kritiken
„‚Der Wüstensohn‘ ist ein Film, der enorme Qualitäten ohne großes Krimi-Besteck entfaltet. Kriminalistisch wird ein verkappter Whodunit erzählt, dessen Auflösung immer weniger interessiert angesichts dieses psychologisch ausgefeilten Menschen- und Lebensstil-Porträts, dem es nachhaltig gelingt, mit Hilfe des universalen Vater-Sohn-Konflikts Verständnis für das unserer Kultur Fremde aufzubringen.“

„Regisseur Rainer Kaufmann (‚Operation Zucker‘) verliert zu oft die Balance zwischen Politthriller und Krimi-Groteske. Immer wenn die Handlung verbindlich zu werden verspricht, schwenkt er um zum krassen Kalauer. Immer wenn er sich der tragikomischen Figur des titelgebenden Wüstensohns zu sehr nähert, gerinnt die zum Ethno-Klischee. Ganz schlimm: Sobald der grimmige, geölte Araber irgendwo anrückt, erklingen auf der Tonspur kehlige arabische Klagegesänge.“

„Die Geschichte hätte ein Problemstück über Waffen und Moral werden können, aber Kaufmann und seine Autoren Alex Buresch und Matthias Pacht erzählen sie als Groteske. München à la Münster.“